# Homyle

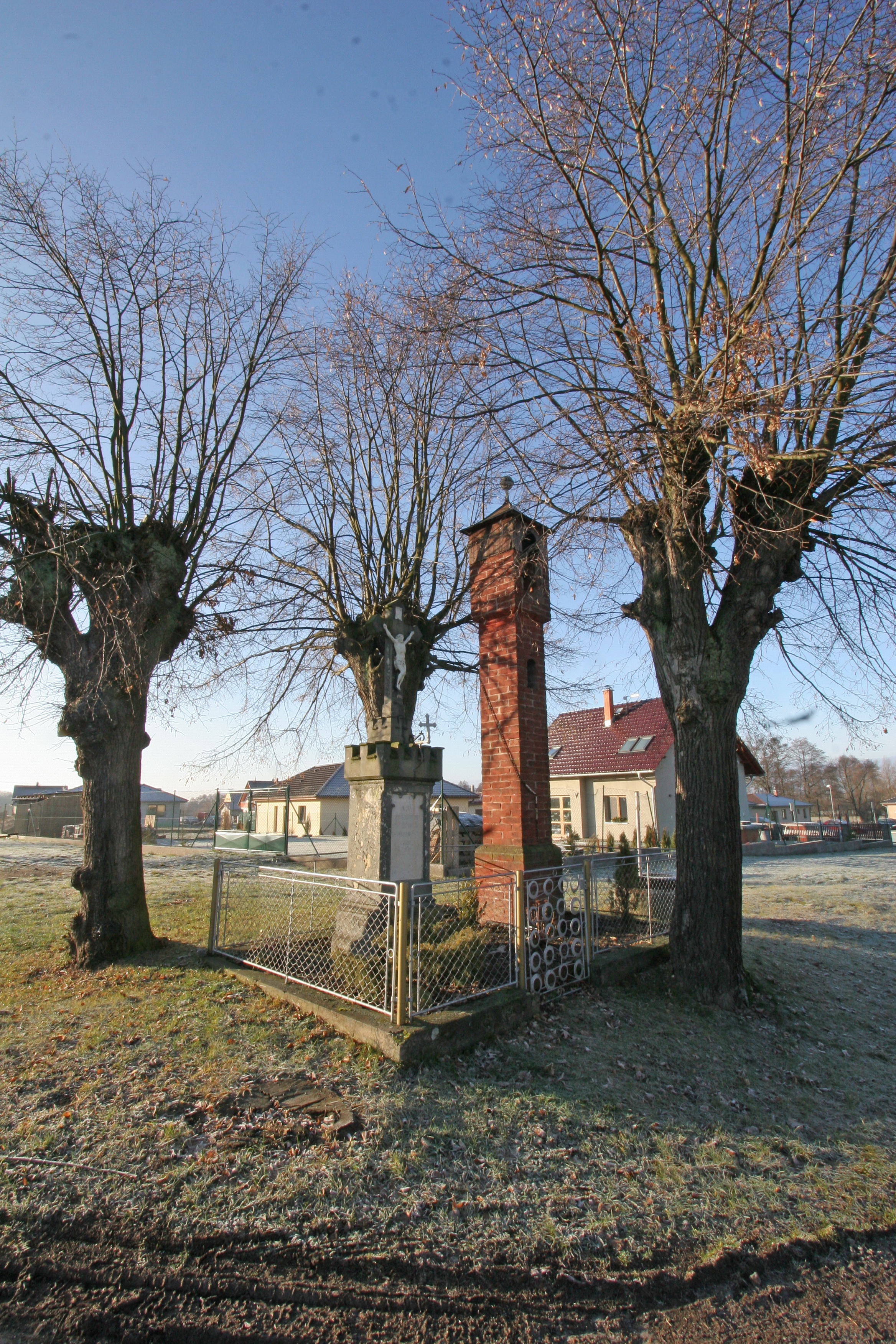
Glockentürmchen und Kreuz auf dem Dorfplatz

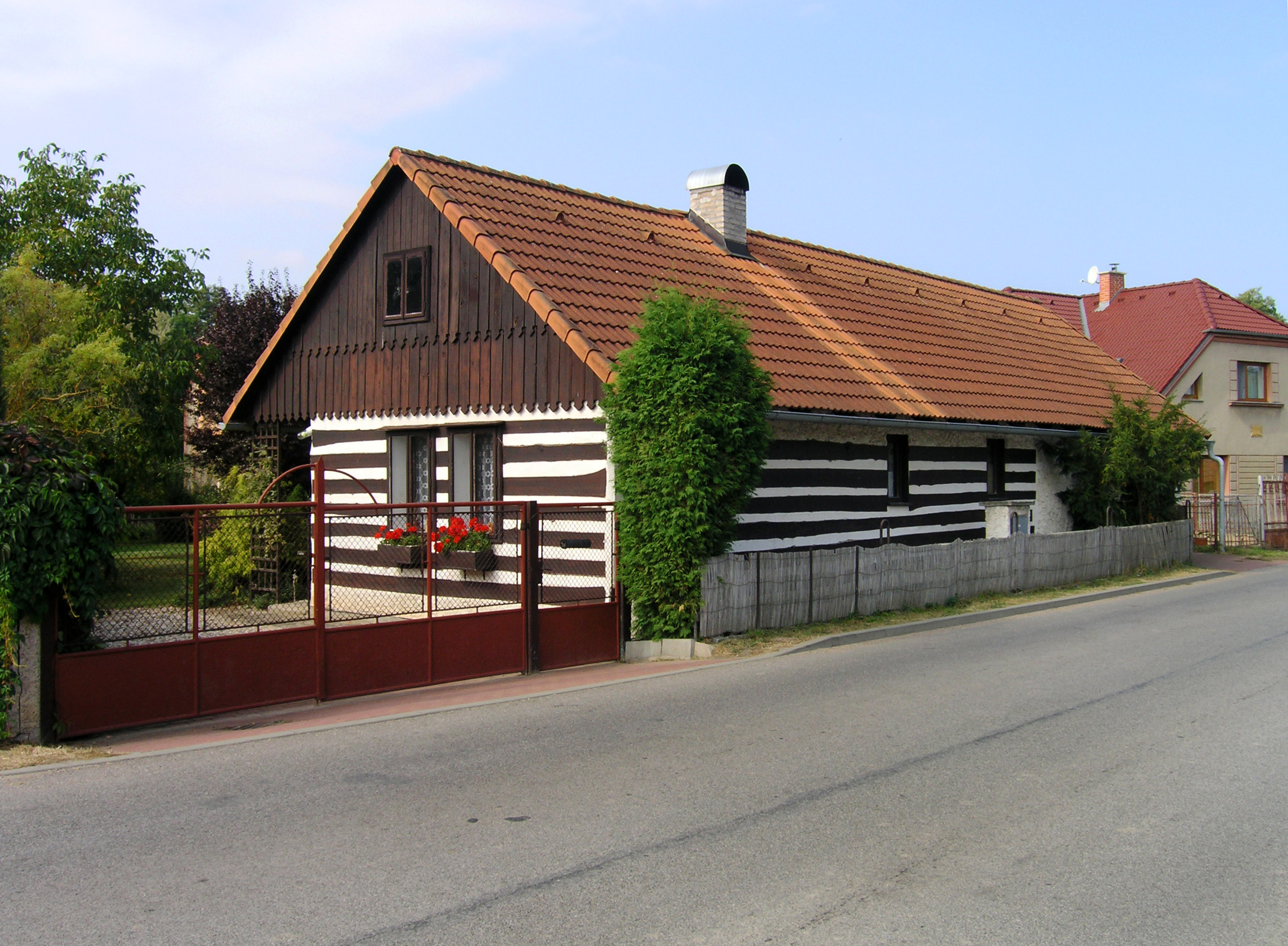
Gezimmerte Chaluppe im westlichen Teil des Dorfes

Homyle (deutsch Homile, 1939–45 Homil) ist ein Ortsteil der Gemeinde Boharyně im Okres Hradec Králové in Tschechien. Er liegt 13 Kilometer westlich des Stadtzentrums von Hradec Králové.

## Geographie
Homyle befindet sich am linken Ufer der Bystřice an der Einmündung des Baches Radostovský potok in der Východolabská tabule (Tafelland an der östlichen Elbe). Durch Homyle verläuft die Straße II/323 zwischen Nechanice und Přelouč. Östlich erhebt sich der Kozí kopec (Geisberg, 286 m n.m.), im Westen der Hájek (Boharner Hagek, 269 m n.m.).
Nachbarorte sind Kunčice und Lubno im Norden, Jehlice, Mlýnek und Starý Radostov im Nordosten, Nový Radostov und Těchlovice im Osten, Želí und Lhota pod Libčany im Südosten, Horka, Roudnice und Puchlovice im Süden, Trnava im Südwesten sowie Boharyně im Westen.

## Geschichte
Homyle entstand an der Kreuzung zweier Handelswege, die von Königgrätz nach Nový Bydžov bzw. von Hořice nach Přelouč führten. Die erste urkundliche Erwähnung des Dorfes erfolgte 1403. Homyle war ursprünglich ein eigenständiges Gut und wurde später an Boharna angeschlossen. Barbara von Memmingen, geb. Freiin von Waitzenau verkaufte die Güter Boharna und Homile im Jahre 1704 für 46.300 Gulden an Ferdinand Bonaventura von Harrach (1637–1706), der sie mit seinem Gut Stößer vereinigte.
Im Jahre 1835 bestand das im Königgrätzer Kreis gelegene Dorf Homile aus 24 Häusern, in denen 187 Personen lebten. Im Ort gab es einen Meierhof und ein Wirtshaus. Pfarrort war Boharna. Bis zur Mitte des 19. Jahrhunderts blieb Homile dem Fideikommissgut Stößer untertänig.
Nach der Aufhebung der Patrimonialherrschaften bildete Homile ab 1849 einen Ortsteil der Gemeinde Bohárna im Gerichtsbezirk Nechanitz. Ab 1868 gehörte das Dorf zum Bezirk Königgrätz. Auf Anordnung der Linguistischen Kommission in Prag wurde 1920 Homyle als amtlicher Ortsname festgelegt. 1949 wurde Homyle dem Okres Hradec Králové-okolí zugeordnet; dieser wurde im Zuge der Gebietsreform von 1960 aufgehoben, seitdem gehört das Dorf zum Okres Hradec Králové. Am 3. März 1991 hatte der Ort 147 Einwohner; beim Zensus von 2001 lebten in den 50 Wohnhäusern von Homyle 152 Personen.

## Gemeindegliederung
Der Ortsteil Homyle ist Teil des Katastralbezirkes Boharyně.

## Sehenswürdigkeiten
- Glockentürmchen in Klinkerbauweise sowie Kreuz auf dem Dorfplatz
- Denkmal für die Gefallenen des Ersten Weltkrieges
- Naturdenkmal Bystřice, es umfasst den gesamten stark begradigten Flusslauf zwischen Svatogothardská Lhota und Homyle